# Mike Zinzen
Mike Zinzen (13 september 1932 - Antwerpen, 6 augustus 2013) was een Belgische jazzmuzikant. Hij werd geboren als Gilbert Zinzen. Hij was een bekende altsaxofonist en baatte tijdens zijn leven ook enkele jazzcafé’s en literaire cafés uit. De Gard Sivik, De Mok en de Sibemol zijn hiervan de bekendste.

## Leven en werken.
Zinzen ontdekte de saxofoon op 17-jarige leeftijd, waarna hij het instrument enthousiast begon te bespelen. Als bezieler van de band The Skylarks speelde hij eerst in de destijds populaire dixielandstijl. Later ging hij stilaan maar zeker zijn eigen weg op en ontdekte hij Charlie Parker. Dat leidde tot zijn bebop-periode. In Antwerpen opende hij in de jaren 50 de nu nog bekende jazzclub Gard Sivik. Hij trad ook zelf op in zijn eigen club.

## Barcelona
Een verblijf in Barcelona zorgde ervoor dat de stijl van Zinzen verder evolueerde. Zo ging hij meer improviseren. Dit past in het tijdperk van de zogenaamde freejazz, waarbij improvisatie troef was. Zinzen speelde in die periode bij het Trio van Ornette Coleman. Daarnaast componeerde hij zijn eigen stukken en leefde hij zich uit in de zogenaamde vrije improvisaties.
Eind jaren 70 van de 20e eeuw had hij een relatie met de bekende jazzzangeres en tubaspeelster Patricia Beysens. Samen richtten ze het jazzduo Combine op. Rond 1980 kwamen van deze groep een 3-tal lp’s uit. Bij Applied Promotions verscheen (datum onbekend) ook de cd Mike Zinzen Live met BRT Jazz-orkest, Jazz Combine & Kwartet.

## BRT Jazz-orkest
Behalve omwille van zijn persoonlijke projecten stond Mike Zinzen ook bekend als solist van het BRT Jazzorkest en stelde hij ook het programma samen van het legendarische Antwerpse Jazzcafé De Muze samen. Hij zou er tot op latere leeftijd regelmatig tot wekelijks blijven optreden. In eerste instantie gebeurde dit met zijn eigen Mike Zinzen Kwartet en later als solo artiest.

## Discografie
Zinzen staat vooral bekend als een live artiest, toch bracht hij tijdens zijn carrière enkele lp's en cd's uit.
Hieronder volgt een selectie. Mogelijk is de lijst niet volledig:
- Een drietal lp’s van jazzduo Combine (met Patricia Beysens)[3]
- Cd ‘Mike Zinzen Live met BRT Jazz-orkest, Jazz Combine & Kwartet.
- Mike Zinzen Kwartet: My Romance (Mercy Records)
- Flashes and Crashes (1994), met Wout Hendriks, Henk de Laat en Kris Duerinckx.[4]
- Mike Zinzen solo (2009).

## Literair werk
Behalve jazzmuzicus was Zinzen ook schrijver. Hij schreef enkele bundels autobiografische kortverhalen die hij in eigen beheer uitgaf en zelf verspreidde onder kennissen en vrienden. Ook Simon Vinkenoog werd hiervoor ingezet. Verder werkte hij samen met de dichter Marc Pairon om diens werk van muzikale ondersteuning te voorzien. Op latere leeftijd hield hij een blog bij: de Mike Zinzen Gazet.

## Varia
Zinzen stond bekend als een sociaal gebruiker van cannabis. Alcohol was daarentegen niet zozeer aan hem besteed.
Verder hield hij een tijdje een aangevlogen mus als huisdier. Hij componeerde er het stuk Passer Domesticus over.
Mike Zinzen was een neef van journalist Walter Zinzen.

## Postuum eerbetoon
Mike Zinzen vond zijn laatste rustplaats op het ereperk van de Antwerpse begraafplaats Schoonselhof.
- Gemeinsame Normdatei: 120561026
- International Standard Name Identifier: 0000 0004 1607 4135
- MusicBrainz: d3cc95ac-818b-46e1-a188-7b4aa64e222b
- Virtual International Authority File: 69763013
- WorldCat: E39PBJktrB4g9d9T8KtXy8pQMP